# Tabor komunikacji miejskiej w przedwojennym Gdańsku

## Początki taboru w Gdańsku

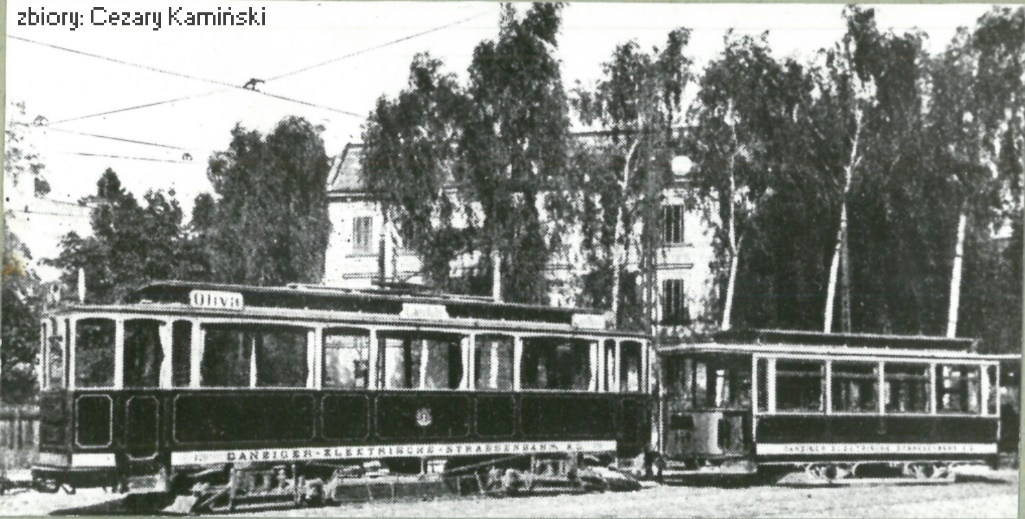
Wagon silnikowy, nr 120, seria 104-125 z 1901 roku

Historia transportu miejskiego w Gdańsku zaczyna się już w 1864 roku. Jest to jedna z najstarszych komunikacji publicznych w miastach na dzisiejszych ziemiach polskich. Wtedy to firma przewozowa „Thiel, Goldwied und Hadlich” wprowadziła jako pierwszy środek transportu miejskiego na trasie Gdańsk – Sopot omnibus konny[1].

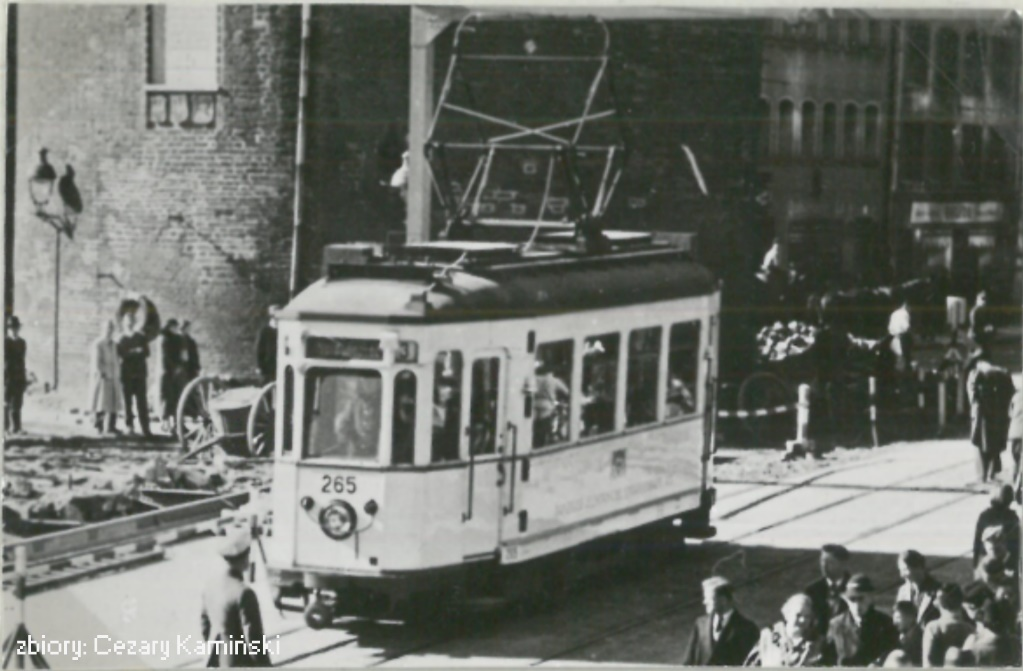
Wagon silnikowy „Bergmann”, nr 265, seria 265-268 z 1927 roku

Jednak jako prawdziwą początkową datę uznaje się rok 1873, w którym została uruchomiona pierwsza konna linia tramwajowa. Miała 10 kilometrów długości, był to jeden tor z kilkoma mijankami. Łączyła Targ Sienny w Śródmieściu, Wrzeszcz i Oliwę. Przedstawiciele berlińskiej firmy Deutsche Pferdeeisenbahn-Gesellschaft, która rok wcześniej zaczęła budowę gdańskiej linii, zachwalali gładkość szyn nowej trasy. Jak przekonywali, pozwoli ona nowym tramwajom konnym na rozwinięcie większej prędkości niż królujące do tej pory w mieście omnibusy[2]. Transport ten był dużo tańszy od poprzednich dorożek, dzięki czemu gdańszczanie nie musieli wydawać tak dużych sum na przemieszczanie się po mieście.
Rok później komunikacja w Gdańsku powiększała się, z czasem powstawało więcej linii tramwajowych, co podkreśla zapotrzebowanie gdańszczan na taki transport. Tramwaje były zaprzęgane w jednego w lub dwa konie. Zakupiono łącznie 25 wagonów, z czego 18 wagonów sprowadzonych z Hamburga miało dwa poziomy z 46 miejscami siedzącymi. Co ciekawe, kobiety nie miały wstępu na górne poziomy. Pojazdy miały 7 metrów długości i 2 metry szerokości. Wagon jednopoziomowy ważył około 3 ton i miał 36 miejsc siedzących[4]. W miarę budowy kolejnych tras dokupowane było kolejne wagony trakcji konnej. Łącznie w gdańskiej flocie było 58 pojazdów.

## Pierwsze tramwaje elektryczne

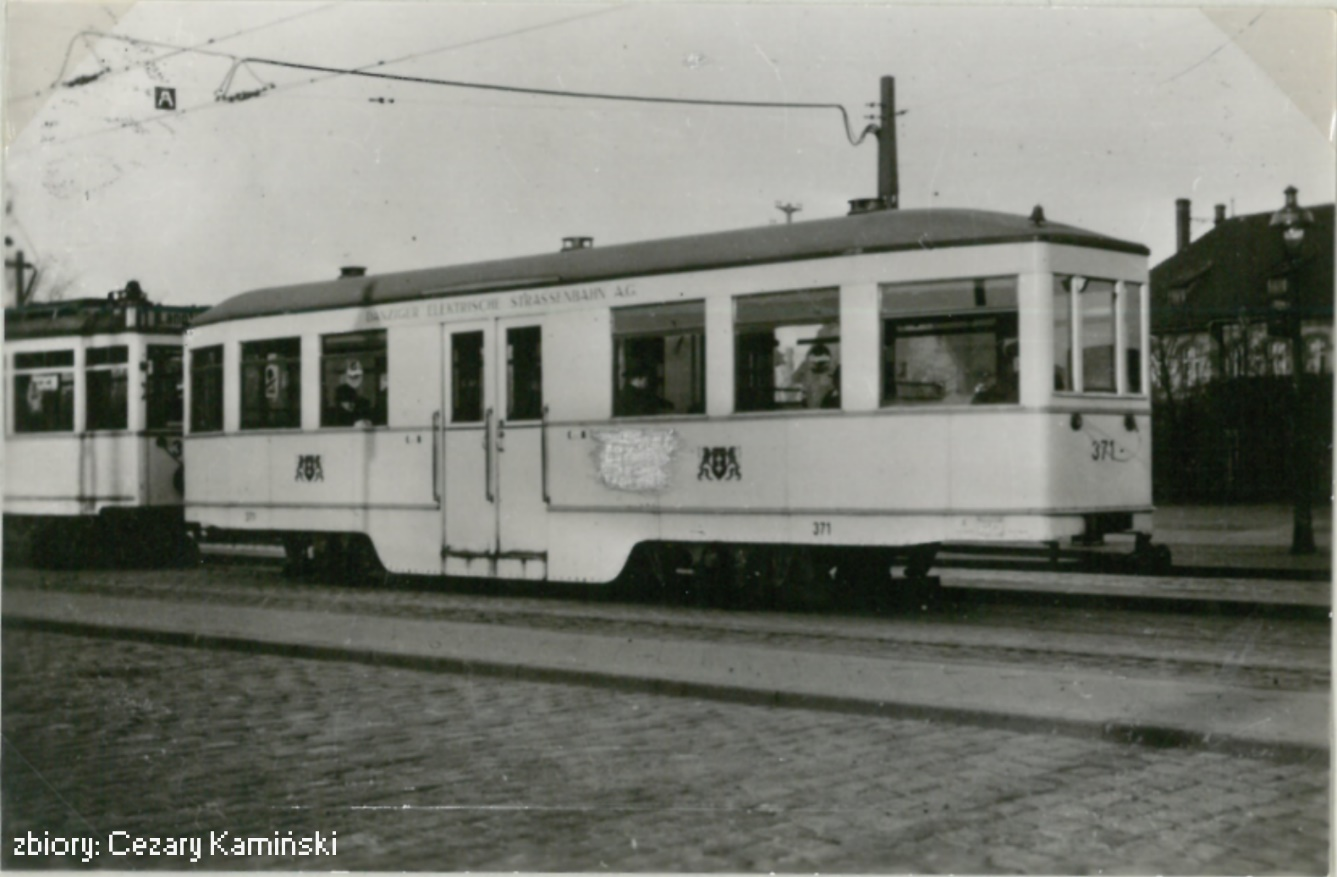
Niskowejściowy wagon doczepny, nr 371, seria 362-371 z 1927 roku

Początek elektryfikacji tramwajów w Gdańsku rozpoczął się w 1894 roku dzięki firmie AEG z Berlina, która wykupiła przedsiębiorstwo Danziger Straßeneisenbahn. Pierwszy tramwaj elektryczny wyruszył w trasę w 1896 roku. Przebudowano tory, dokonano montażu sieci trakcyjnej oraz budowy elektrowni. Do końca 1896 zelektryfikowano wszystkie linie tramwaju konnego[1]. Po zakończeniu elektryfikacji przedsiębiorstwo AEG przekazała tramwaje pod administrację przedsiębiorstwa Allgemeinen Lokal- und Straßenbahngesellschaft (ALSAG)[5].
W 1899 roku powstała Gdańska Fabryka Wagonów, w której zaczęły być produkowane nowe wagony tramwajowe dla Gdańska.
W tym samym roku w Nowym Porcie powstała druga firma transportowa pod nazwą Danziger Elektrische Strassenbahn. Stworzyła ona dwie kolejne linie tramwajowe, dla obsługi których zakupiła m.in. 18 wagonów silnikowych Kummer.

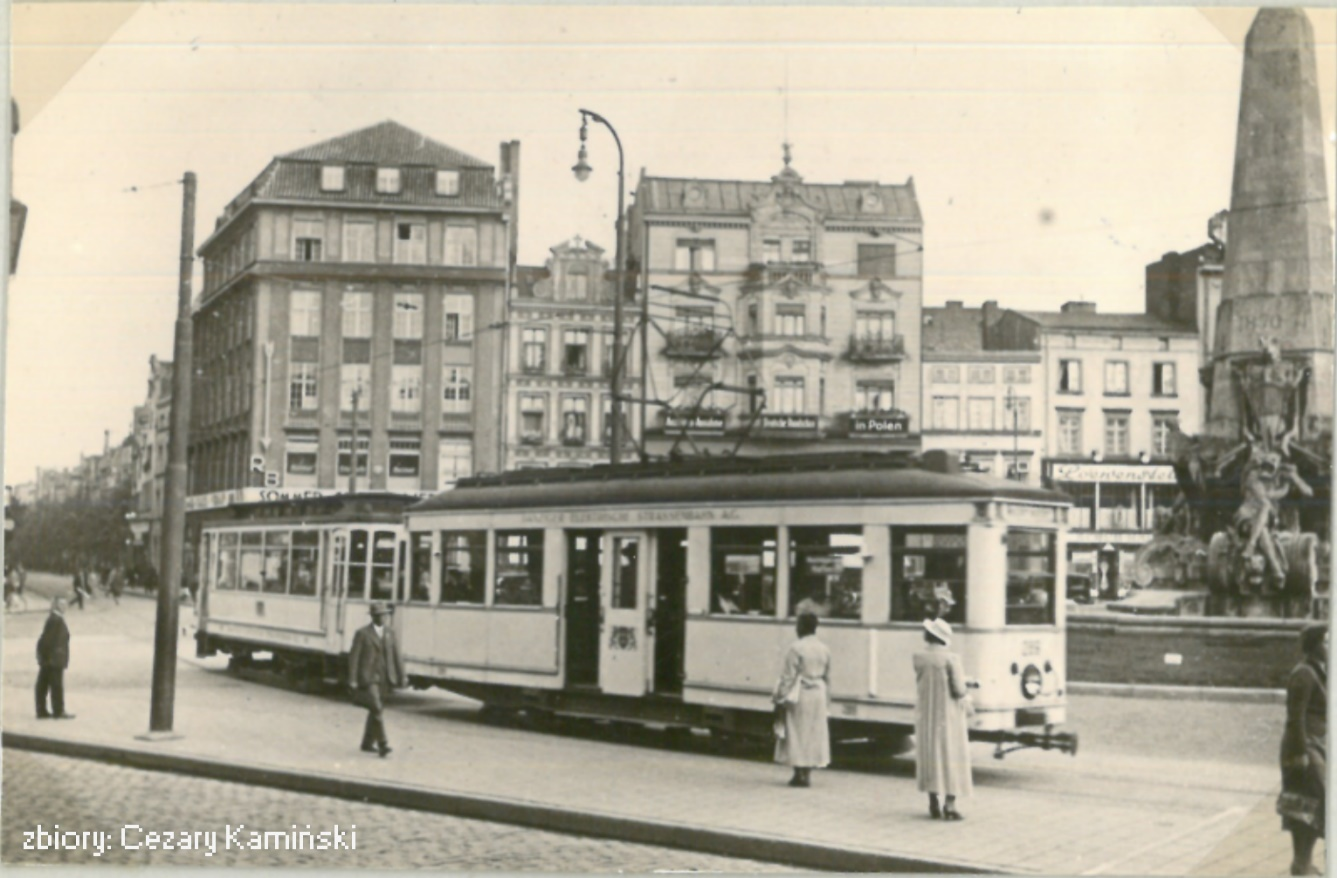
Wagon silnikowy, nr 289, seria 280-289 z 1928 roku

Przełomem jakościowym było zamówienie w 1900 roku wielkopojemnych wagonów typu Maximum, mierzących aż 12 metrów długości. Przeznaczone zostały do obsługi najważniejszej trasy – ze Śródmieścia, przez Wrzeszcz do Oliwy.
W 1903 nastąpiło połączenie dwóch przedsiębiorstw Allgemeine Strassen und Eisenbahn Gessellschaft i Danziger Elektrische Strassenbahn w jedno przedsiębiorstwo Danziger Elektrische Strassenbahn A.G. z siedzibą we Wrzeszczu[5]. Linii tramwajowych powstawało w Gdańsku coraz więcej. Tramwaje docierały do coraz to dalszych dzielnic Gdańska.

## Komunikacja miejska podczas i po I wojnie światowej
W 1914 roku, a dokładniej 1 maja wprowadzono numerację linii tramwajowych. Ze względu na złą sytuację na terenie Gdańska z czasem zaczęło brakować węgla i części zamiennych, przez co niektóre linie zaczęły być wycofywane, a kursy ograniczane. Ratunkiem dla floty tramwajowej było pozyskanie 6 używanych wagonów z Hamburga. Pod koniec 1919 roku zawieszone linie zaczęły być przywracane oraz numeracja została skorygowana[5].

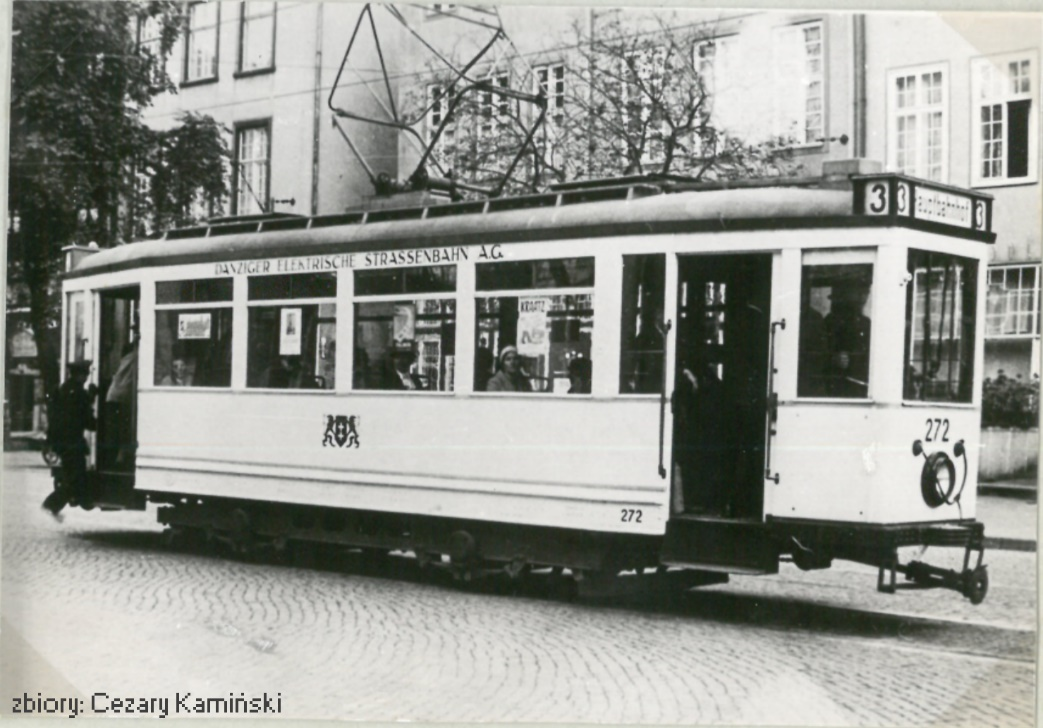
Wagon silnikowy „Ring”, nr 272, seria 269-274 z 1930 roku

## Tabor po I wojnie światowej
Po I wojnie światowej komunikacja tramwajowa wróciła do normy, działała dobrze i bez większych problemów.
W roku 1912 powstały pierwsze linie autobusowe. W okresie Wolnego Miasta Gdańska autobusy pełniły znikomą rolę w życiu miasta, a obsługujące je przewoźnicy prywatni koncentrowali się na trasach podmiejskich[6]. W 1926 firma „Danziger Verkehrsgesellschaft” uruchomiła pierwszą linię autobusową z Gdańska do Sopotu. W 1933 roku firma ta została wcielona w „DES AG”[1]. Autobusy również zaczęły tworzyć komunikację w Gdańsku, jednak nadal tramwaje były częściej używane i docierały do ważniejszych miejsc Gdańska.

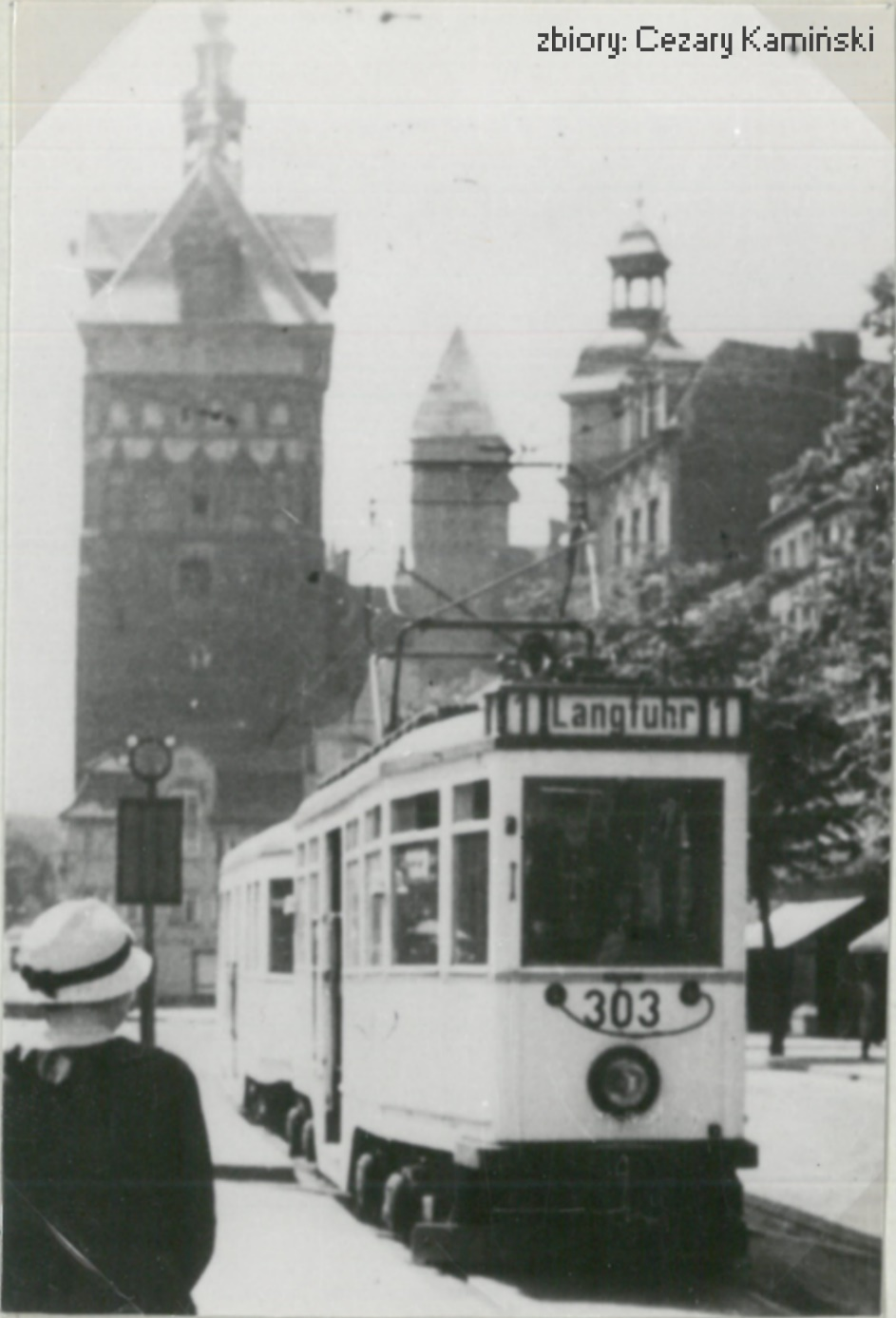
Wagon silnikowy, nr 303, seria 300-309 z 1930 roku

Lata 20. były złotym okresem w rozwoju sieci tramwajowej. Oddano nowe trasy tramwajowe, kilka kolejnych zostało zaprojektowanych. W ciągu zaledwie 5 lat zakupiono w Gdańskiej Fabryce Wagonów aż 77 wagonów, silnikowych oraz doczepnych, z których część wyposażona była w obniżoną podłogę przy środkowym wejściu. W latach 30. gdańskie tramwaje znalazły się w czołówce europejskiej pod względem techniki i wdrożonych rozwiązań. W 1927 rozpoczęto przebudowę elektrycznej sieci trakcyjnej przystosowując ją do nowych pantografów, rezygnując tym samym z archaicznych odbieraków drążkowych[5].

## Nazewnictwo taboru gdańskiego
W przedwojennym Gdańsku obowiązywał schemat oficjalnego nazewnictwa serii wagonów. Składał się on z przedrostka „Tw” (Triebwagen – wagon silnikowy) lub „Bw” (Beiwagen – wagon doczepny) oraz numeru taborowego pierwszego wagonu serii. W ten sposób na przykład seria wagonów silnikowych serii 269-274 z 1930 roku miała oznaczenie Tw269. Obowiązywał też szereg nazw potocznych, pochodzących zarówno od rozwiązań technicznych, jak i np. miejsc w Gdańsku. W ten sposób wagony silnikowe kilku serii, wyposażone w wózki jezdne systemu Maximum, miały nazwę potoczną „Maximum”, a seria wagonów silnikowych zakupionych do obsługi trasy na Stogi (Heubude) została ochrzczona nazwą „Heubuder” (nazywane są też „Bergmann”, od nazwy dostawcy wyposażenia elektrycznego końcówki serii – firmy Bergmann).

## Zestawienie tramwajowego taboru przedwojennego
| Typ/seria | Lata produkcji | Rok rozpoczęcia eksploatacji w Gdańsku | Producent                       | Uwagi                                               |
| --------- | -------------- | -------------------------------------- | ------------------------------- | --------------------------------------------------- |
| 1-18      | 1873           | 1873                                   | F.Grums Wagenfabrik KG. Hamburg | Wagony piętrowe; nr 3 zachowany jako wagon muzealny |
| 19-27     | 1878           | 1878                                   | –                               | –                                                   |
| 28-30     | –              | 1883                                   | –                               | –                                                   |
| 31-49     | 1885           | 1885                                   | –                               | –                                                   |
| 50-58     | 1887           | 1887                                   | –                               | –                                                   |

| Typ/seria         | Lata produkcji | Rok rozpoczęcia eksploatacji w Gdańsku | Producent                                         | Uwagi                                                                            |
| ----------------- | -------------- | -------------------------------------- | ------------------------------------------------- | -------------------------------------------------------------------------------- |
| 1-18              | 1899           | 1900                                   | Ag E-werke, vorm. O. L. Kummer & Co., Drezno      | Następna numeracja serii od 1903 r. 201-218                                      |
| 31-32             | 1900           | 1901                                   | Ag E-werke, vorm. O. L. Kummer & Co., Drezno      | Następna numeracja serii od 1903 r. 231-232                                      |
| 69, 71-93         | 1895           | 1896                                   | Waggonfabrik AG vorm. P. Herbrand & Cie., Kolonia | Ok. 1927 r. część przebudowana na wagony doczepne oznaczone numerami serii 30-48 |
| 58-68, 70, 94-103 | 1895           | 1896                                   | Waggonfabrik AG vorm. P. Herbrand & Cie., Kolonia | Ok. 1930 r. część przebudowana na wagony doczepne oznaczone numerami serii 50-60 |
| 104-125,140-143   | 1900-1904      | 1901                                   | Waggonfabrik AG vorm. P. Herbrand & Cie., Kolonia | –                                                                                |
| 151-157           | 1908-1912      | 1908                                   | Waggonfabrik AG vorm. P. Herbrand & Cie., Kolonia | –                                                                                |
| 158               | 1932           | 1932                                   | Budowa własna DES                                 | –                                                                                |
| 233-238           | 1900           | 1917                                   | -                                                 | Wagony używane z Hamburga, dostawa do Gdańska 1917 r.                            |
| 240-244           | 1925           | 1925                                   | Danziger Waggonfabrik AG, Gdańsk                  | „U-Boot” (nawiązanie do wyglądu łodzi podwodnej)                                 |
| 245-264, 265-268  | 1927           | 1927                                   | Danziger Waggonfabrik AG, Gdańsk                  | „Bergmann” (potocznie od nazwy firmy Bergmann)                                   |
| 280-289           | 1928           | 1928                                   | Danziger Waggonfabrik AG, Gdańsk                  | „Gondola”                                                                        |
| 269-274           | 1930           | 1930                                   | Danziger Waggonfabrik AG, Gdańsk                  | „Ring” (od nazwy ulicy Ringstraße)                                               |
| 300-309           | 1930           | 1930                                   | Danziger Waggonfabrik AG, Gdańsk                  | –                                                                                |

| Typ/seria | Lata produkcji | Rok rozpoczęcia eksploatacji w Gdańsku | Producent                                                                          | Uwagi                                                             |
| --------- | -------------- | -------------------------------------- | ---------------------------------------------------------------------------------- | ----------------------------------------------------------------- |
| 41-48     | 1900           | 1900                                   | –                                                                                  | Następna numeracja serii od 1903 r. 241-248, a od 1925 r. 181-189 |
| 61-68     | 1901           | 1900                                   | Wagenbauanstalt und Waggonfabrik fur elektrische Bagnen vorm, W.C.F.Busch, Bautzen | Następna numeracja serii od 1903 r. 261-268, a od 1925 r. 192-99  |
| 126-139   | 1900           | 1900                                   | Waggonfabrik Gebr. Hofmann & Co. Ag. Wrocław                                       | Wagony otwarte                                                    |
| 144-150   | 1905           | 1905                                   | Waggonfabrik AG vorm. P.Herbrand & Cie., Kolonia                                   | –                                                                 |
| 150-180   | 1911-1914      | 1911                                   | Budowa DES                                                                         | –                                                                 |
| 250-261   | 1925           | 1925                                   | Danziger Waggonfabrik, AG, Gdańsk                                                  | Następna numeracja serii od 1927 r. 350-360                       |
| 362-371   | 1927           | 1927                                   | Danziger Waggonfabrik, AG, Gdańsk                                                  | –                                                                 |